# Купер, Юрий Леонидович
Юрий Леонидович Купер (настоящая фамилия — Куперман; род. 5 июля 1940, Москва) — советско-российско-американский художник.

## Биография
После занятий с ученицей Павла Чистякова В. Я. Тарасовой поступил на художественно-графический факультет Московского государственного педагогического института имени В. И. Ленина, окончил в 1963 году. Занимался книжной графикой, работал для издательства «Молодая гвардия». В 1972 году эмигрировал, жил в Израиле, во Франции, в Нью-Йорке.
Работы Купера хранятся в Государственной Третьяковской галерее, Музее Метрополитен, в коллекциях Министерства культуры Франции, Библиотеки конгресса США и др. У Юрия Купера прошло более 50 персональных выставок, в том числе в Государственном музее изобразительных искусств имени А. С. Пушкина в Москве, галерее Клод-Бернар в Париже, галерее Яна Кружье в Женеве и др.
Работал также для театра. Сценография спектакля «Борис Годунов» в Большом театре в постановке Александра Сокурова номинирована на премию «Золотая маска» (2008). В 2014 году выступил художником по костюмам премьеры оперы «Евгений Онегин» Чайковского в Самарском академическом театре оперы и балета (режиссёр-постановщик — Владимир Петров).

## Театральные работы
В 1971 первая работа для театра в московском «Современнике» в качестве автора декораций и художника по костюмам, совместно с М. А. Аникстом к спектаклю «Тоот, другие и майор» по пьесе Иштвана Эркеня, в гл. роли О. Табаков.
1972 В театре МХАТ работает над спектаклем «Медная бабушка» по пьесе Л. Зорина, постановка М. Козакова, в главной роли Р. Быков. Купер выступает автором декораций и художником по костюмам. После открытой репетиции, в результате резкой критики, направленной на образ Пушкина в исполнении Быкова, спектакль снимают.
1984 Работает над декорациями и костюмами к постановке пьесы А. П. Чехова «Чайка», театр «Булонь-Бийанкур», режиссер Жан Амиль.
В этом же году работает над декорациями и костюмами к спектаклю «Вопросы географии», режиссер М. Марешаль, по пьесе Д. Бержера и Н. Бельской (в основе — «Крутой маршрут. Хроника эпохи культа личности» Е. Гинзбург), Государственный театр города Марселя «Ля Крие», Марсель, Франция.
В театре Де Матюрен выходит спектакль «Последний класс», режиссер Жерар Кайо, где Ю. Л. Купер выступил художником по костюмам и автором декораций.
1985 Работает над декорациями и костюмами к спектаклю «Американский Буффало», реж. М. Марешаль, театр «Тристан Бернар», Париж, Франция и театр «Ла Крие», Марсель, Франция.
1986 Спектакль «Вопросы географии» выходит на сцене театра «Одеон» («Театр де Франс») в Париже.
1988 Работает над сценографией к постановке «Неоконченная пьеса для механического пианино» по пьесам А. П. Чехова, режиссер Н. С. Михалков, в главной роли М. Мастрояни. Театр «Аржентина», Рим, Италия. Создает декорации и костюмы к спектаклю «Джок», реж. М. Марешаль, который выходит на сценах «Театра 13», Париж, Франция, театра «Ла Крие», Марсель, Франция, Государственного театра города Вийербан, Лион, Франция.
Работа над мюзиклом «Софистикейтед лэди» на музыку Дьюка Эллингтона. По предложению театрального продюсера Люси Джарвис (США) создает декорации и костюмы для совместной российско-американской постановки «Софистикейтед лэди». С этой целью, впервые с 1972, едет в СССР. Работа над декорациями шла в Тбилиси, куда Ю. Л. Купер приезжает по приглашению Георгия Месхишвили. Премьера советско-американской постановки состоялась в Тбилисском театре оперы и балета. В Москве премьера прошла во Дворце съездов.
1990 реализует художественное оформление титров к фильму Роберта Альтмана «Винсент и Тео».
1991-1992 Работает над декорациями для оперы «Мак Тиг», постановка Роберта Альтмана, премьера состоялась в «Лирик Опера», Чикаго, США.
2002 Создает декорации и костюмы к антрепризному спектаклю «Имаго», реж. Н. Чусова, МХТ им. А. П. Чехова. В роли Элизы Дуллитл — Анастасия Вертинская.
2004 Работает над художественным оформлением фильма «Солнце», режиссер А. Н. Сокуров. Разработал художественное оформление сцены бомбежки Токио, для чего спроектировал макет города площадью около 100 м2.
2006 Работает над эскизами декорации и костюмов для постановки оперы Римского-Корсакова «Хованщина», режиссер-постановщик А. Н. Сокуров, дирижёр М. Л. Ростропович, Ла Скала, Милан. Постановка отменена
2007 Работает над сценографией к опере М. П. Mусоргского «Борис Годунов», режиссер-постановщик А. Н. Сокуров, Большой театр, Москва.
Спектакль «Двенадцать картин из жизни художника» по автобиографической пьесе Ю. Л. Купера выходит на малой сцене МХТ им. А. П. Чехова, режиссер В. С. Петров, в главной роли С. Шакуров и Д. Мороз. Ю. Л. Купер выступил также автором декораций и художником по костюмам.
Работает над декорациями и костюмами к спектаклю «Кармен. Исход», реж. А. Жолдак. Театр наций, Москва.
2008 Номинирован на премию «Золотая маска» за работу над спектаклем «Борис Годунов», Большой театр, Москва.
Работает над декорациями и костюмами к опере Дж. Верди «Отелло», Пермский театр оперы и балета, режиссер В. С. Петров.
Работает над декорациями и костюмами к новой постановке оперы «Кармен» в Ростовском музыкальном театре, реж. Ю. Лаптев.
Создает декорации к опере C. И. Taнеева «Орестея», реж. А. Н. Сокуров. Постановка готовилась для сцены Михайловского театра в Санкт-Петербурге. Постановка отменена.
2009 Создает декорации и костюмы к спектаклю «Река Потудань» по рассказу А. Платонова, режиссер В. С. Петров, Воронежский театр драмы им. Кольцова, Воронеж.
2010 Работает над декорациями и костюмами к балету П. И. Чайковского «Щелкунчик», Большой театр, Минск, Беларусь. Режиссер-постановщик А. Тихомирова.
2011 После реконструкции открывается Воронежский государственный академический театр драмы им. А. Кольцова («Зимний театр»), где Ю. Л. Купер выступил автором интерьеров. Первой постановкой стал спектакль «Река Потудань» по рассказу А. Платонова, режиссер В. С. Петров, декорации и костюмы — Ю. Л. Купер.
2013 Работает над проектом занавеса новой сцены Мариинского театра «Мариинский‑2», Санкт-Петербург. Занавес создан в мастерских театра под художественным руководством и авторским надзором Ю. Л. Купера. Открытие новой сцены «Мариинский‑2» состоялось 2 мая.
2014 Создает декорации и костюмы к опере П. И. Чайковского «Евгений Онегин». В постановке В. С. Петрова, представленной широкому зрителю, спектакль вышел с костюмами Ю. Л. Купера и сценографией В. С. Петрова. Самарский академический театр оперы и балета имени Д. Д. Шостаковича.
Создает эскизы костюмов и эскизы декораций к мюзиклу «Раба любви», режиссер Н. С. Михалков.
2016–2019 Работает над сценографией и костюмами для цикла постановок «Метаморфозы», Академия кинематографического и театрального искусства Н. С. Михалкова, Москва.
2021 Спектакль «12» Никиты Сергеевича Михалкова по одноименному фильму, премьера на Исторической сцене Большого театра. Юрий Купер – художник постановщик

## Выставки
1970 Участвует в выставке графики на Московском графическом салоне (Москва, СССР).
1972 Открывает первую выставку за границей, организованную галереей «Андромеда», Тель-Авив, Израиль.
В этом же году — выставка в Иерусалиме, в Израильском культурном центре.
1973 Переезжает в Лондон, работает с галереей Гросвенор (основатель — Эрик Эсторик). Живет в районе Хэмпстед.
В этом же году открывается выставка в галерее «Кеттл Ярд», Кембридж, Великобритания.
В это же время — выставка в Париже в галерее «Октав Негру».
Получает грант для работы в арт-резиденции «Яддо», в Саратога- спрингс (CШA).
1974 Выставка в галерее «Арт контакт», Париж, Франция.
Первая выставка в галерее «Литцов», Берлин, ГДР.
Первая выставка в галерее «Ризоли», Нью-Йорк, США, организованная Эриком Эсториком.
1975 Вторая выставка в галерее «Литцов», Берлин, ГДР.
1978 Принимает участие в Международной ярмарке современного искусства FIAC в Пале Рояль, Париж, Франция.
Выставка в галерее «Эрве Одерматт»23, Париж, Франция.
1981—1982 Первая и вторая выставки в галерее «Хаакен», Осло, Норвегия.
1983 Начинает сотрудничать с парижским галеристом Клодом Бернаром. Первая выставка в галерее «Клод Бернар», Париж, Франция. К выставке подготовлен каталог.
В этом же году проходит первая выставка в галерее «Ян Кружье», Женева, Швейцария.
1985 Вторая выставка в галерее «Клод Бернар», организованная в филиале галереи в Нью-Йорке, США.
1986 Персональная выставка в Отель-де Виль — ратуше Парижа. Выставка проходит под патронатом мадам Бернадетт Ширак. На выставке показано более 50 живописных и графических произведений, издан каталог.
Третья выставка в галерее «Клод Бернар», Нью-Йорк, США.
Третья выставка в галерее «Хаакен», Осло, Норвегия.
1987 Выставка в галерее «Эпсилон», Брюссель, Бельгия.
Выставка в галерее «Веттеринг», Стокгольм, Швеция.
1988 Четвертая выставка в галерее «Клод Бернар», Нью-Йорк, США.
1990 Первая выставка в галерее «Института Букинри», Париж, Франция.
Выставка в галерее «Жерар Рамбер». Тотальная инсталляция «Мастерская художника» развернулась в пространстве галереи, где художник задействовал все поверхности, включая стены и потолок. На выставке также были представлены произведения живописи, графики и объекты. Инсталляция целиком приобретена частным лицом и перевезена в Японию.
1991 Выставка в Королевском художественном музее Мори, Токио, Япония. Произведения с выставки приобретены в собрание музея.
Персональная выставка в Музее Шококу-но-мори, Киото, Япония.
Персональная выставка в Музее Кийохару Сиракаба, Kiyoharu Shirakaba Museum, Нагасаки, Япония
Выставка в Фонде Йоши Кийохару, Канта, Япония.
Первая выставка в галерее «Йоши», Токио, Япония.
Участие в ярмарке «Мартовский Салон» в Гран-Пале, Париж.
Первая персональная выставка в галерее «Валуа», Париж, где представил произведения из бронзы и керамику. В выставке издан каталог «Чаши»49.
Работает над книгой художника «Сестра моя жизнь». Борис Пастернак. Книга выходит в США тиражом 250 экземпляров.
1992 Выставка в галерее «Институт Букинри», Париж, Франция. К выставке издан каталог.
Выставка в галерее «Эсдан», Париж.
Выставка в галерее «Рамбер», Париж
Вторая выставка в галерее «Йоши», Токио, Япония.
1993 Получает Гран-при Фонда принца Пьера, Монако в номинации «Международный современный художник».
Первая выставка в Центре изобразительных искусств Сейнсбери, Норвич, Великобритания, на которой показаны приобретенные в собрании Фонда Сейнсбери произведения разных лет: живопись, графика, объекты.
Выставка в галерее «Поинт», Монако.
Выставка в галерее «Монтень», Париж.
Третья выставка в галерее «Йоши» в Нью-Йорке.
1993—1994 Персональная выставка в Музее изящных искусств г. Тулона (Тулон, Франция). К выставке издан каталог.
1994 Выставка в галерее Боулс-Сорокко, Сан-Франциско и Лос- Анджелес, США.
Выставка в галерее «Дион», Париж.
Выставка в галерее «Ян Кружье», Женева, Швейцария.
Вторая выставка в галерее «Валуа», Париж
Четвертая выставка в филиале галереи «Йоши» в Париже.
1995 Персональная выставка в Государственном музее изобразительных искусств им. А. С. Пушкина, Москва, Россия. К выставке подготовлен каталог.
Выставка в галерее «Боулс Сорокко», Нью-Йорк, США.
1996 Вторая выставка в галерее «Институт Букинри», Париж, Франция.
1997 Выставка в галерее «Уильям Уэстон», Лондон, Великобритания.
Пятая выставка в галерее «Клод Бернар», Нью-Йорк, США.
Выставка в галерее «Дом Нащокина», Москва, Россия, где представил работы, в том числе написанные в Москве.
Первая выставка в галерее «Патрик Крамер», Женева.
Третья выставка в галерее «Институт Букинри», Париж.
1999 Вторая выставка в Центре изобразительных искусств Сейнсбери, Норвич, Великобритания.
2000 Пятая выставка в галерее «Йоши», Нью-Йорк.
Вторая выставка в галерее «Патрик Крамер», Женева.
2001 Галерея «Патрик Крамер» представляет произведения на ярмарке «Салон де Марс», Женева, Швейцария.
Произведения Купера опубликованы в монографии «Le Groupe Mémoires».
2002 Выставка в галерее «Франклин Боулс», Нью-Йорк.
2003 Третья выставка в галерее «Патрик Крамер», Женева.
Выставка в галерее «Франклин Боулс», Нью-Йорк, США.
Выставка в галерее «Лондон контемпорари арт».
Персональная выставка в «Зимней галерее», Санкт-Петербург — филиале галереи «Сорокко» в России.
2004 Выставка в галерее «Мински», Париж.
2005 Выставки в галерее «Боулс» в Нью-Йорке и в подразделении галереи в Сан-Франциско, США.
Показывает живопись и офорты на стенде галереи «Йоши» на Московском международном салоне изящных искусств (MWFAF).
2006 Выставка в галерее «Патрис Тригано», Париж.
Третья выставка в галерее «Валуа». В экспозицию вошли объекты из керамики и скульптура.
2007 Групповая выставка «Мастера… сила воли и воображения». Московский музей современного искусства. В рамках 2-й Московской биеннале современного искусства. К выставке издан каталог. ССЫЛКА: Валерий Турчин. Мастера... сила воли и воображения. Правительство Москвы, Рос. акад. художеств, Моск. музей соврем. искусства ; [сост.: Елена Козлова]. Москва : Лан, 2007
Галерея «Валуа» представляет произведения Ю. Л. Купера на Московском международном салоне изящных искусств (MWFAF).
Принимает участие в выставке «Второй русский авангард», организованной галерей «Минотавр», Париж.
Четвертая выставка в Галерее «Институт Букинри», Париж.
2008 Выставка в галерее «Минотавр», Тель- Авив, Израиль. К выставке выпущен каталог.
Выставка в галерее «Валуа», Париж.
Четвертая выставка в галерее «Патрик Крамер», Женева.
Выставка-инсталляция «Кармен» в галерее «Кульпроект», Москва. К выставке издан альбом-каталог.
Выставка в галерее «Минотавр» в Париже, затем — в филиале галереи в Израиле.
2010 Персональная выставка в Российском этнографическом музее, Санкт-Петербург, на которой была показана живопись и мультимедийная трехмерная инсталляция в помещении площадью около 1000 м2. Пятнадцать произведений из цикла «Петербург» поступили с выставки в дар музею «Исаакиевский собор».
Работает над декорациями и костюмами к балету П. И. Чайковского «Щелкунчик», Большой театр, Минск, Беларусь. Режиссер-постановщик А. Тихомирова.
Выставка в галерее Валуа, Париж.
Персональная выставка в галерее «Наши художники», где показаны живопись, ювелирные произведения, театральные костюмы. К выставке издан каталог «Не весь Купер».
2013 Четвертая выставка в галерее «Валуа», Париж.
Персональная выставка «Черное, как ваша земля» в Воронежском областном музее им. Крамского. Показывает живопись, скульптуру и литографии из цикла «Моцарт и Сальери».
2014 Выставка «Чаши» в галерее «Фридман и Валуа», Нью-Йорк
Пятая выставка в галерее «Патрик Крамер», Женева.
2015 Персональная выставка в галерее «Патрик Крамер». К выставке издан каталог.
2016 Выставка в фойе Театра Мастерская П. Фоменко, Москва.
Персональная выставка в галерее «Мински», Париж.
Персональная выставка в галерее «Тригано», Париж. К выставке подготовлен каталог.
2017 Персональная выставка «Театральный роман» в Государственном центральном театральном музее им. А. А. Бахрушина, Москва.
Выставка «Пространство Юрия Купера» в галерее «Культпроект», Москва.
2018 Персональная выставка «Театр Купера», Юсуповский дворец на Мойке, Санкт-Петербург, организованная в рамках VII Международного культурного форума.
2020 Персональная выставка «Сфумато» в Академии изящных искусств Флоренции80. К выставке издан каталог81.
Выставка «Юрий Купер. Живопись. Объекты» в галерее «Культпроект», Москва.
Персональная выставка в галерее «Патрик Крамер», Женева.
2021 Персональная выставка «И камни проповедуют» в музейной галерее комплекса Храма Христа Спасителя. К выставке издан каталог84.
2022 Выставка- эскиз «Опыты» в выставочных залах РОСИЗО.
2023 Персональная выставка «Юрий Купер. Монохром» в ММСИ87.
Выставка в галерее «Патрик Крамер», Женева, Швейцария.
Ретроспективная выставка «Юрий Купер. Сфумато» в Государственной Третьяковской галерее.

## Архитектура
2000 — Москва. Ресторан «Кумир»
2007 — Москва. Шоу-рум «Хелен Ярмак» ТЦ. Манеж
2008 — Москва. Отель «Ритц Карлтон» Дизайн проект Галереи -1 этаж
2009 — Пермь. Проект Синагоги
2009 — Пермь. Проект Музей деревянной скульптуры
2011 — Воронежский государственный академический театр
драмы имени А. В. Кольцова. 2011 Воронеж
2012 — Москва. Победа в конкурсе на проект Храма Новомучеников и Исповедников Российских на Лубянке.
2012 — Москва. Проект актового зала Сретенской семинарии.
2012 — Интерьеры Сретенской духовной семинарии Москва
2013 — реконструкция приспособление помещений Государственная Дума Федерального Собрания Российской Федерации
2013—2017 Храм Новомучеников и Исповедников Церкви Русской на Лубянке. Москва
2014 — Елизаветинские галереи. Минск
2015 — Проект Парламентского центра Российской Федерации в Мнёвниковской пойме
2015 — Проект восстановления кафедрального Митрофанова Благовещенского монастыря (Митрофановского монастыря) в Воронеже.
2016 — Воронежский государственный театр оперы и балета
2016 — Концепция туристского кластера в Павловском районе Нижегородской области
2017 — 2025 Реконструкция Центра театра и кино на Поварской. Москва
2017 — Лицей в Бишкеке
2017 — Реконструкция гостиницы «Модерн» в центре Харбина
2018 — Реконструкция кинотеатра Ударник
2018 — Благоустройство территории и главного зала при Ростовском государственном музыкальном театре.
2019 — Проект Межконфессионального религиозного центра на Горе Святого Авраама в Малаге (Испания)
2019 — Пермская филармония, Большой концертный зал
2019 — Театр на стрелке в Нижнем Новгороде
2020 — Музей марки (Главпочтамт)
2020 — Благоустройство территории при Храме Христа Спасителя
2020 — Проект музея Корана Грозный
2020 — Проект Музейного центра ГИМ
2020 — Святой Николай на трех горах
2021 — Проект Театр имени Лермонтова (грозный)
2021 — Проект площади имени Чайковского в Москве
2021 — Проект фойе ГИТИС
2023 — Музейно-образовательного комплекса «Археологический музей Фанагория» Краснодарский Край
2023 — Реконструкция приспособление «Дом Порохавщикова»
2023 — Конкурсный проект станции метро «ЗИЛ» в Москве
2024 — Зал прощаний, Троекуровское кладбище
2024 — Реконструкция киноклуба Фитиль
Автор пьесы «Двенадцать картин из жизни художника», поставленной в МХТ имени А. П. Чехова.
Юрий Купер является проектировщиком интерьеров Воронежского государственного академического театра драмы имени А. В. Кольцова.
За стилевое решение современного оформления принят интерьер периода «Городского зимнего театра» (XIX век.), благодаря такому дизайну сохранится историческая и художественная ценность этого памятника архитектуры. Принимает участие в оформлении частных интерьеров (в содружестве с дизайнером Викторией Кручининой).

В 2015 г. вышла в свет его книга — роман «Сфумато». 
Юрий Купер писал его десять лет. Осколки-фрагменты воспоминаний главного героя, художника, волка-одиночки, возникают из глубин сознания и собираются в интереснейшую картину: воспоминания детства и юности, выразительные портреты родных и близких, первого учителя рисования. Рядом с ним живут и вымышленные, и реальные персонажи — друзья и коллеги, фантастические женщины, известные актеры и режиссёры: Дмитрий Лион, Илья Кабаков, Иван Дыховичный, Роберт Альтман, Катрин Денев… 
Дмитрий Косырев, политобозреватель МИА «Россия сегодня» и автор книг, в одной из своих статей пишет о «Сфумато» следующее:
Знаменитый художник, вдруг оказавшийся ещё и отличным писателем, — это событие в нашей культуре, и немаленькое… 

Для начала: открываешь, читаешь страничек этак 70, и даже не думаешь, что это — первая книга (не считая одной поставленной в МХТ пьесы, кстати), что автор, вообще-то, до сего дня работал только кистью. Это писатель, и все.
В 2015 году подал заявление о приёме в гражданство Российской Федерации, которое было удовлетворено Указом Президента Российской Федерации от 27 января 2016 года.